# Morte della Vergine (van der Goes)
La Morte della Vergine è un dipinto a olio su tavola (147,8x122,5 cm) di Hugo van der Goes, databile al 1472-1480 circa e conservato nel Groeningemuseum di Bruges.

## Storia
Non si conoscono le circostanze della commissione dell'opera, che è ritenuta tra le ultime prove del pittore, sebbene realizzata forse in un arco temporale lungo. 

## Descrizione e stile
La stanza di Maria è affollata dai dodici apostoli che stanno, in vari atteggiamenti, attorno al letto della Vergine, appena morta. Cristo, con la veste sorretta dagli angeli, appare in cielo entro un nimbo luminoso, occupando l'unico spazio libero da figure terrene e allargando le braccia coi palmi distesi, che mostrano le ferite del martirio e quindi la sua vittoria contro la morte. Il letto di Maria è scorciato, ispirandosi probabilmente a una stampa di Martin Schongauer (1470 circa), e dà un effetto di distorsione delle proporzioni e claustrofobia, che riesce a dare all'insieme un effetto di alta drammaticità, nonostante i volti relativamente sereni degli apostoli.
Tra di essi si riconosce Pietro, con la veste da sacerdote, che tiene una candela che sta per essere accesa, secondo il rituale funebre cristiano. Assai godibile è il realismo descrittivo riservato ai volti, individualizzati con cura e scavati nella ricerca di introspezione, e alle mani, colte in una varia gamma di gesti. Un altro lume si nota dietro la tenda scosta a destra. Straordinario è il concerto di colori, per lo più freddi e smorzati, tra i quali spicca il blu della veste di Maria al centro, esaltato dagli apostoli vicini vestiti di rosso e ripreso dalla veste di Cristo in una tonalità più chiara, anche in questo caso esaltata dal mantello purpureo.

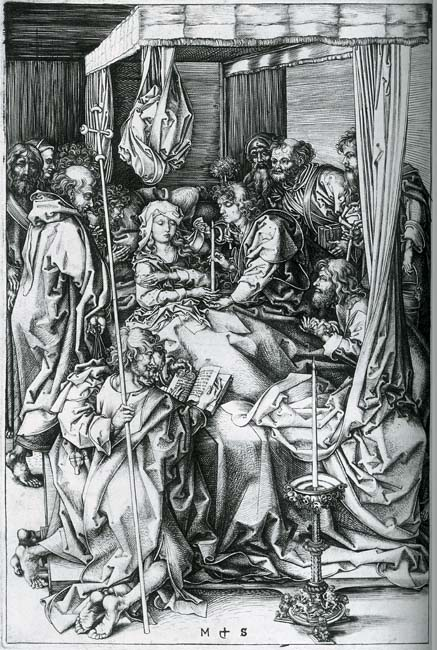
La stampa di Martin Schongauer